# Howlin’ Wolf
Howlin’ Wolf (* 10. Juni 1910 als Chester Arthur Burnett in White Station in der Nähe von West Point, Mississippi; † 10. Januar 1976 in Chicago, Illinois) war ein US-amerikanischer Blues-Musiker.

## Bedeutung
Howlin’ Wolf war für seinen markanten Gesangsstil und seine „Reibeisen“-Stimme bekannt. Er wirkt durch sie, aber auch starkes Mundharmonikaspiel auf seinen Aufnahmen nahezu omnipräsent. Er beeinflusste viele Sänger wie etwa John Fogerty, Tom Waits oder Mick Jagger. Der Rolling Stone listete ihn auf Platz 31 der 100 größten Sänger aller Zeiten und auf Platz 54 der größten Musikkünstler aller Zeiten. Der legendäre Plattenproduzent Sam Phillips von Sun Records (wo Wolf in den frühen 1950er Jahren Aufnahmen machte) sagte über Howlin’ Wolf: „Als ich Howlin’ Wolf hörte, sagte ich mir, ‚Das ist für mich. Das ist der Ort, an dem die Seele des Menschen niemals stirbt.‘“
Howlin’ Wolf war ferner neben Sonny Boy Williamson II., Little Walter und Muddy Waters einer der erfolgreichsten Musiker-Sänger des Chicago Blues, insbesondere für das Label Chess Records. Viele seiner Songs waren oft gespielte Hit-Singles (häufig komponiert von Willie Dixon, wie etwa Spoonful oder Evil). Viele Künstler und Bands – auch außerhalb des Blues – haben Songs von Howlin’ Wolf gecovert, darunter auch The Rolling Stones und Cream.
Wolf wurde 1980 in die Blues Hall of Fame aufgenommen.

## Leben und Werk
Geboren wurde Chester Arthur Burnett in White Station; seine Vornamen erhielt er nach einem amerikanischen Präsidenten des 19. Jahrhunderts. Nachdem sich seine Eltern getrennt hatten, übergab ihn seine Mutter an seinen Onkel Will, über den ein Jugendfreund sagte, er sei der gemeinste Mensch zwischen hier und der Hölle gewesen. Im Alter von dreizehn Jahren verließ er seinen Heimatort und ging ins Mississippi-Delta zu seinem Vater, der auf der Young and Morrow Plantage in der Nähe von Ruleville lebte. Bereits als Kind erhielt er den Spitznamen „Howlin’ Wolf“. Sein Vorbild war Charley Patton, von dem er ersten Gitarrenunterricht erhielt, da Patton auf der nahen Dockerey Plantage arbeitete. Den ersten Mundharmonikaunterricht erhielt er von Sonny Boy Williamson II., der seiner Stiefschwester den Hof machte. Nachdem er aus der Armee entlassen worden war, ging er nach West Memphis, Arkansas. 1951 nahm er für Sam Phillips seine erste Platte auf, die sofort ein Hit wurde. Sie erreichte Platz 10 der Billboard-Rhythm & Blues-Charts. Nachdem sein Plattenvertrag 1953 an Chess Records überging, zog er nach Chicago, wo er sein restliches Leben verbrachte. Er spielte unter anderem mit Willie Johnson, Hubert Sumlin und Willie Dixon.
Letztgenannter schrieb einen beträchtlichen Teil der größten Hits Howlin’ Wolfs, darunter Evil, Spoonful, I Ain’t Superstitious und Back Door Man. Einen Achtungserfolg erzielte Burnett mit seiner Komposition Smokestack Lightnin’. Bekannte Bands wie die Rolling Stones, Led Zeppelin, Cream und die Doors hatten Erfolge mit Stücken von Howlin’ Wolf. Eines der herausragendsten Merkmale der Musik Howlin’ Wolfs war seine kraftvolle, oft derb wirkende Reibeisenstimme, die vielen weißen Rocksängern wie Jim Morrison, Captain Beefheart, dem frühen Rod Stewart und später auch Tom Waits als Vorbild diente.
Die Blueskarriere des Howlin’ Wolf begann im Alter von 18 Jahren, als er 1928 von seinem Vater eine Gitarre geschenkt bekam und, inspiriert von Charley Patton, begann Blues zu spielen. 1935 zog er mit seinem Schwager Sonny Boy Williamson II. und Robert Lockwood Jr. durch die Südstaaten und trat in Kneipen auf. 1948 gründete er seine erste Bluesband gemeinsam mit Little Junior Parker, James Cotton, Matt Murphy, Pat Hare und Willie Johnson.
Die ersten Aufnahmen von Howlin’ Wolf stammen aus dem Jahr 1951. Im Sun Records Studio wurden mit dem 41-Jährigen die Titel How Many More Years und Moanin’ at Midnight aufgenommen, mit Ike Turner am Klavier und Willie Johnson an der Gitarre.
Nachdem der Sänger nach Chicago gegangen war, wurde er einer der populärsten Künstler auf dem Label Chess Records. Bei Chess Records war Muddy Waters ebenfalls unter Vertrag und es entstand eine Rivalität, wer der bessere Bluesmusiker sei. Nach Aussagen von Musikern, die für beide gespielt hatten, war Howlin’ Wolf der bessere Bandleader, da er pünktlich zahlte und für sie in eine Arbeitslosen- und Sozialversicherung zahlte. Ab 1956 nahm er regelmäßig Stücke auf. Zwei seiner größten Hits, Wang Dang Doodle und Back Door Man, entstanden 1960. 1961 folgten Little Red Rooster und I Ain’t Superstitious. 1964 reiste Howlin’ Wolf erstmals nach Europa zum American Folk Blues Festival.
Eines der bekanntesten Alben entstand 1967 gemeinsam mit den Blues-Musikern Muddy Waters und Bo Diddley: The Super Super Blues Band. Drei Jahre später, 1970 entstanden die London Sessions gemeinsam mit Eric Clapton, Steve Winwood, Bill Wyman und Charlie Watts. Das letzte Album The Back Door Wolf entstand 1973.

## Letzter Auftritt und Tod
Seinen letzten Auftritt hatte er im November 1975 im Chicago Amphitheater, zusammen mit B. B. King, Albert King, O. V. Wright und Luther Allison. Auf dem sehr intensiven Konzert kroch er während des Stücks Crawling King Snake über die Bühne, am Ende erhielt er über fünf Minuten Standing Ovations. Hinter der Bühne wartete ein mehrköpfiges Ärzteteam, um ihn nach dem Auftritt zu versorgen. Zwei Monate später verstarb er bei einer Herzoperation in Chicago. Howlin’ Wolf liegt neben seiner Frau Lillie auf dem Oak Ridge Cemetery, Hillside, Cook County (Illinois), begraben. Jedes Jahr findet in West Point, Mississippi, zur Erinnerung an ihn das Howlin’ Wolf Memorial Blues Festival statt.
In dem Film Cadillac Records wurde Howlin’ Wolf von dem britischen Schauspieler Eamonn Walker dargestellt.

## Auszeichnungen
1980 wurde Howlin’ Wolf in die Blues Hall of Fame und 1991 in die Rock and Roll Hall of Fame aufgenommen. 2004 setzte ihn die Musikzeitschrift Rolling Stone in ihrer „Liste der hundert wichtigsten Künstler aller Zeiten“ auf Platz 51. 2010 wurde sein Song Spoonful in die Blues Hall of Fame der Blues Foundation aufgenommen. „This is Howlin’ Wolfs new album. He doesn’t like it. He didn’t like his electric guitar at first either.“ wurde in die Wireliste The Wire’s „100 Records That Set the World on Fire (While No One Was Listening)“ aufgenommen.

## Diskographie

### Alben
- 1959: Moanin’ in the Moonlight – Chess
- 195?: Rhythm & Blues with Howlin’ Wolf – London
- 1962: Howlin’ Wolf Sings the Blues – P-Vine Records
- 1962: Howlin’ Wolf – Chess/Universal Distribution
- 1962: The Rockin’ Chair Album – Vogue
- 1964: Live in Europe 1964 – Music Avenue
- 1965: Poor Boy – Chess
- 1966: Big City Blues – Custom
- 1966: Live in Cambridge, 1966 – New Rose
- 1967: The Original Folk Blues
- 1968: The Super Super Blues Band (mit Bo Diddley und Muddy Waters) – MCA Records
- 1969: Evil – Notnow
- 1969: The Howlin’ Wolf Album – Cadet/Universal Distribution
- 1970: Goin’ Back Home – Syndicate
- 1971: Message to the Young – Chess/Universal Distribution
- 1971: The London Howlin’ Wolf Sessions – Chess/Universal Distribution
- 1972: Live and Cookin’ at Alice’s Revisited – Chess
- 1973: The Back Door Wolf – Chess
- 1974: Howlin' Wolf aka Chester Burnett – Chess
- 1974: London Revisited – Chess
- 1977: Howlin’ Wolf – Chess
- 1979: Can’t Put Me Out – Blues Ball
- 1979: Heart Like a Railroad Steel – Blues Ball
- 1986: Howlin’ Wolf / Moanin’ In The Moonlight – MCA/Chess
- 1989: Memphis Days: Definitive Edition, Vol. 1 – Bear Family
- 1990: Memphis Days: Definitive Edition, Vol. 2 – Bear Family
- 1990: My Baby Walked Off (Aufnahmen von 1951/1953) – Green Line SRL
- 1991: Chess Box – MCA/Chess
- 1991: The Blues Collection, Ausgabe 7 (entspricht dem Album The London Howlin’ Wolf Sessions mit Bonustracks, aufgenommen 1970)
- 1995: Live at Joe’s 1973 – Wolf
- 1995: Cadillac Daddy: Memphis Record – Rounder
- 1997: His Best – MCA/Chess
- 1997: The Genuine Art – MCA/Chess
- 2002: The Real Folk Blues/More Real Folk Blues – MCA
- 2003: 20th Century Masters – The Millennium Collection: The Best Of Howlin’ Wolf – MCA
- 2003: Rockin’ the Blues: Live in Germany 1964  – Acrobat
- 2004: Best of Howlin’ Wolf – Musicales Actes Sud
- 2004: The Wolf is at Your Door – Cadiz Music
- 2004: Classics 1952–1953 – B&R Classics
- 2005: Muddy & The Wolf – Chess
- 2005: Moanin’ the Blues – Saga
- 2006: Sun Years – Blues Factory
- 2006: Together – Howlin Wolf & Muddy Waters – Phantom
- 2006: Wang Dang Doodle – Phantom
- 2006: Howlin’ the Blues – Music Avenue
- 2007: Anthology
- 2007:  Live in Europe – Music Avenue
- 2008:  The Legendary Masters Series – Aim
- 2009: Best Of Howlin’ Wolf 1951–1958 – Proper Box (3 CD und DVD)
- 2010: Rarities Edition: The London Howlin’ Wolf Sessions – Geffen
- 2010: Demon Drivin’ Blues Man – Passport
- 2010: The Blues Anthology Masters – Classic
- 2011: Smokestack Lightning: Complete Chess Masters (4 CD) – MCA/Chess

### DVDs
- 2003: American Folk Blues Festival 1962–1966 – Volume Two
- 2003: Howlin’ Wolf Story
- 2007: Howlin’ Wolf – In Concert, 1970[11]